# Dogo argentino
Il dogo argentino è una razza canina molossoide di tipo dogue, originaria della regione di Córdoba, in Argentina.
La razza è frutto del lavoro di Antonio Nores Martínez, con la collaborazione del fratello Agustín e del padre Antonio, nei primi decenni del XX secolo. Lo scopo che si erano prefissi era quello di creare un cane adatto alla caza mayor, cioè alla caccia alla grossa selvaggina nell'ambiente delle pampas argentine, ossia cinghiali e puma. La base da cui partirono fu il perro de pelea cordobés, una razza locale, incrocio di bulldog, boxer, bull terrier e mastino spagnolo, utilizzata per i combattimenti. Per migliorarne le caratteristiche psicofisiche e affinarne le capacità venatorie, il perro de Pelea Cordobès venne incrociato con le seguenti razze canine: bull terrier, bulldog, boxer, alano, dogue de Bordeaux, mastino dei Pirenei, levriero irlandese e pointer. La nuova razza venne fissata verso il 1928, lo standard pubblicato nel 1947, ed il riconoscimento ufficiale giunse nel 1964 per l'Argentina, e nel 1973 a livello internazionale. Inizialmente classificato tra i segugi e cani da pista di sangue, attualmente si trova inserito nel gruppo 2 (molossoidi) dalla Federazione cinofila internazionale.
I maschi talvolta hanno un carattere competitivo con altri esemplari dello stesso sesso. Le femmine sono delle madri molto premurose. Il parto di solito è naturale senza interventi umani. La sua vita media si aggira sui dodici anni.
Questa razza faceva parte di quelle elencate nella lista delle razze canine pericolose, da cui è stata eliminata con un'ordinanza del 3 marzo 2009.